# Inco Superstack

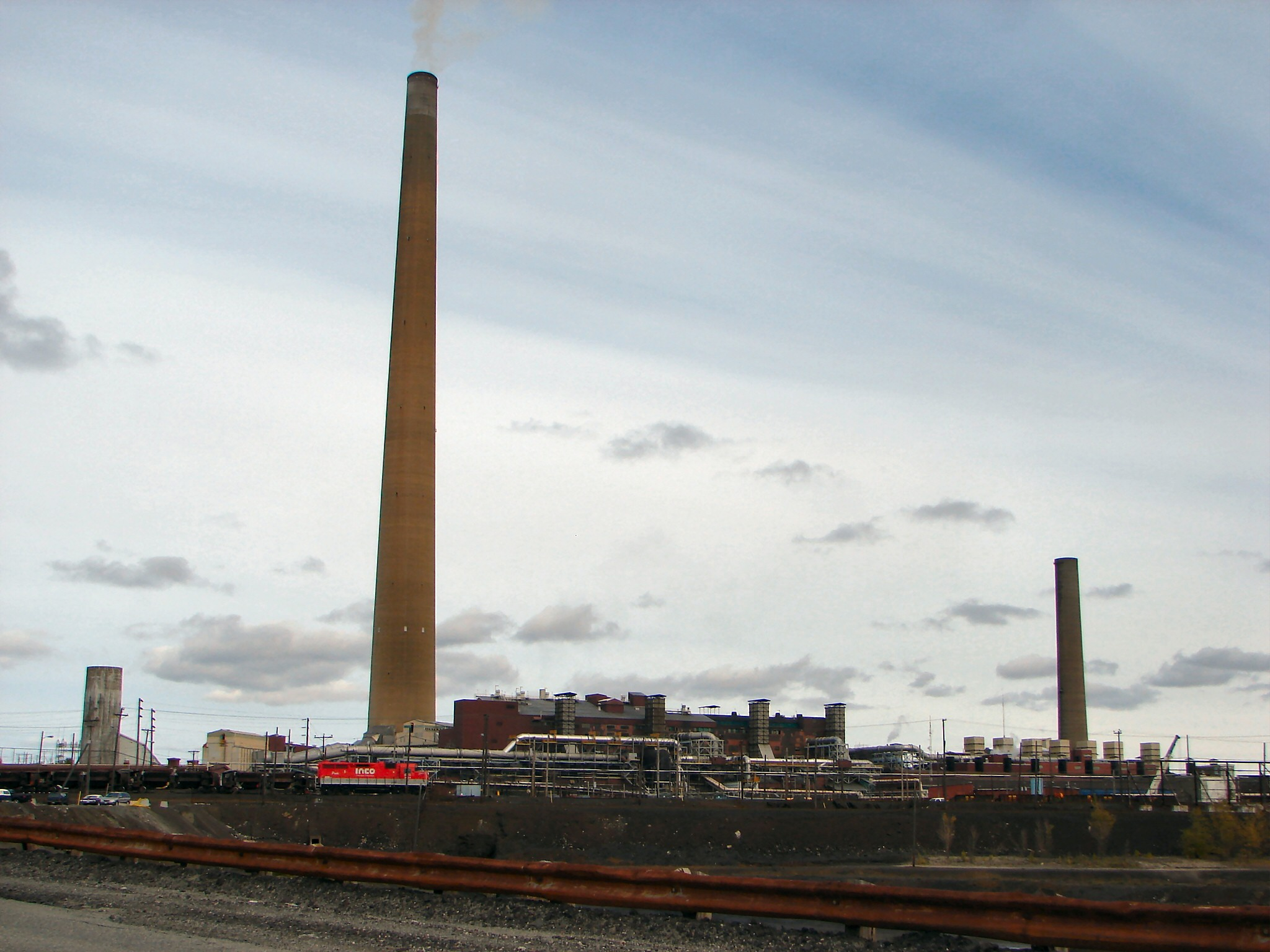
Inco Superstack bij de Copper Cliff smelterij.

De Inco Superstack is met 381m een van de hoogste schoorstenen ter wereld. Ze werd gebouwd door Inco Limited in 1972, voor een geschatte kostprijs van 25 miljoen Dollar. De schoorsteen hoort bij de grootste nikkelsmelterij ter wereld in Inco's Copper Cliff-fabrieken, vlak bij Sudbury, gelegen in de Canadese provincie Ontario.
Het doel van de structuur was om zwavel- en andere gassen die ontstaan als bijproduct van het smeltproces verder van de stad weg te krijgen. Als resultaat kunnen de gassen nu tot 240km in de omtrek gemeten worden. Voor de constructie van de schoorsteen leed de stad erg onder de afvalgassen, met serieuze ecologische gevolgen. De stad kreeg het -niet geheel onterechte- imago van een vegetatieloze woestenij.
De constructie van de schoorsteen gaf de stad de mogelijkheid om een milieuherstelplan op te starten, met onder meer het herintroduceren van vissen en planten. Er werden meer dan 3 miljoen nieuwe bomen geplant in en rond de stad. In 1992 kreeg de stad voor deze inspanningen een prijs van de Verenigde Naties. Ondanks al deze inspanningen blijft een deel van de ecologische vernietiging permanent, vooral de aantasting van de ooit roze granietrotsen door zure regen is onomkeerbaar.
Hoewel de Superstack de vervuiling in de omgeving van Sudbury drastisch verminderde, verspreidde ze wel de gassen over een veel grotere oppervlakte. Dit leidde tot een daling van de zuurgraad (pH) van de meren in de omgeving, waardoor tegen het einde van de jaren 80 meer dan 7000 meren aangetast waren door de zure regen.
Begin jaren 90 begonnen grote infrastructuurwerken om de gassen te filteren vooraleer ze door de schoorsteen te jagen. Vanaf 1994 wordt meer dan 90% van de Zwaveldioxide uit de gassen gehaald, de meeste rook is nu waterdamp.